# Dynamic Injection Advance Control
DIAC staat voor: Dynamic Injection Advance Control.
Dit is een brandstofinjectiesysteem van Sagem dat wordt toegepast op de Aprilia RST 1000 Futura motorfiets en dat rekening houdt met het rijgedrag van de bestuurder (bijvoorbeeld hoe vaak en hoe snel hij het gashendel open draait).